# Băiatul din oglindă
Băiatul din oglindă (în portugheză O Menino no Espelho) este un film brazilian de aventură și dramă fantastică din 2014, regizat de Guilherme Fiúza Zenha.

## Rezumat
Fernando este un copil care își trăiește toate fanteziile într-un mod intens și cu multă imaginație. Știe să "zboare" la fel ca păsările, trăind "aventuri în junglă", construiește avioane și înfruntă bătăușii din școala sa. Împreună cu prietena sa Mariana și cu câinele său Capeto, el conduce o societate secretă și rezolvă mari mistere, cum ar fi "o casă bântuită".  
Dar Fernando nu este niciodată mulțumit și caută mereu să aibă mai mult timp liber pentru aventurile sale. Vrea să aibă o dublură care să-i elibereze definitiv toate problemele. Reflecția sa în oglindă sfârșește prin a deveni reală ca prin magie.  Fernando continuă să trăiască o viață de vis, așa cum și-a dorit dintotdeauna. Dar ceva se întâmplă când Cìntia, verișoara mai mare a lui Fernando, ajunge în oraș. Acum va trebui să apeleze la adevărații săi prieteni pentru a-l face pe Odnanref să se întoarcă în lumea oglinzilor și, astfel, să recapete controlul asupra vieții sale.

## Distribuție
- Lino Facioli – Fernando / Odnanref
- Mateus Solano – Domingos
- Regiane Alves – Odete
- Laura Neiva – Cíntia
- Giovanna Rispoli – Mariana
- Ricardo Blat – Maiorul Pape Faria
- Gisele Fróes – profesoara lui Fernando
- Murilo Quirino – Pedro
- Ravi Hood – Toninho
- Bárbara Moreira – Magali
- Thales Jannotti – Birica
- João Henrique Pessoa – Jacaré
- Murilo Grossi – Diretor da Escola
- Léo Quintão – Almeida
- Tarcísio Vória – Abadias
- Carlos Magno Ribeiro – Mendigo
- Renato Parara – Porteiro do Cinema
- Guilherme Melo – Locutor do Cine-jornal
- Henrique Neves – Bibliotecário
- Hugo Abritta – dublê de Odnanref
- Carlos Filho (Marak) – Dona da Banca
- Jaquelino – Capeto